# Dragon Ball Z: Super Butōden 3
Dragon Ball Z: Super Butōden 3 (超武闘伝3 Sūpā Butōden 3?) es la tercera parte de la saga Butōden. Se lanzó el 29 de septiembre de 1994 en Japón, mientras que en Francia y España con el título Dragon Ball Z: Ultime Menace (aunque para el manual de instrucciones español fue traducido como Dragon Ball Z: La última amenaza) el 25 de enero de 1995.  El escenario del juego está situado en la saga de Majin Buu, concretamente a principios de la misma.

## Información
Gráficamente es similar a la segunda parte, algo más vistoso, pero con muchos menos escenarios y una animación mucho más lenta y menos fluida. Se volvió a usar el split-screen (pantalla partida) aunque de manera notablemente empeorada: los escenarios son mucho más pequeños, los personajes difícilmente pueden hacer uso de una estrategia espacial, las bolas de energía no cambian de plano, etc. El juego reutiliza algunos ataques de energía y movimientos de la segunda parte pero con mucha menos espectacularidad y fluidez. La jugabilidad fue incomprensible empeorada hasta niveles insospechados. Además de la dificultad de entablar batallas a distancia por los empeoramientos de la split screen, los personajes son ahora muchos más lentos y difíciles de disfrutar en peleas cuerpo a cuerpo, en comparación con la segunda parte. Se incluyeron algunas pequeñas novedades como poder forcejear contra el contrincante, una carga de energía más rápida, nuevos Meteor Combos o la posibilidad de volar hacia el cielo sin usar la pantalla partida. Sin embargo, todos los puntos negativos eclipsaron enormamente las novedades, destacando, sobre todos, el hecho de que carece del "Modo historia" habitual en los juegos previos. En global, el juego supone un gran paso atrás en calidad respecto a las anteriores entregas.
Debido a que, argumentalmente, el juego está situado a principios de la saga de Majin Buu, el número de luchadores disponibles fue muy limitado, además de que algunos, como el Androide Nº18, apenas tenían peso en la historia y fueron incluidos debido a las prisas de su desarrollo. Relacionado con esto fue la inclusión de personajes que no aparecen en el manga o que no tuvieron la relevancia esperada, como Future Trunks, que, al contrario de lo que los desarrolladores del juego tal vez pensaron, nunca regresó a la historia, o Kaio Shin. Este también es uno de los pocos títulos en toda la franquicia en los que no aparece Piccolo.

## Personajes
| Heroes: - Son Gokū SSJ2 - Son Gohan SSJ - Son Goten Niño SSJ - Trunks Niño SSJ - Trunks del futuro SSJ - Kaiō Shin - A-18 | Villanos: - Vegeta Majin - Dabura - Mr. Boo |

## Modos de juego

### Historia
Un posible modo historia habría sido:
| - #1: Trunks del futuro vs A-18 - #2: Goten vs Trunks - #3: Kaioh Shin vs Dabura - #4: Gohan vs Dabura | - #5: Goku vs Majin Vegeta - #6: Majin Vegeta vs Boo - #7: Gohan vs Boo - #8: Goku vs Boo |

Sin embargo, debe enfatizarse de nuevo que el juego no ofrece ningún tipo de modo historia.

### Combate
Modo normal de pelea versus entre 2 luchadores. Se puede escoger entre: jugador 1 vs. jugador 2, jugador 1 vs. computadora o computadora vs. computadora.

### Torneo
Basado en el Tenkaichi Budōkai, permite que 8 personajes, controlados por personas o por la computadora, peleen hasta coronar a un campeón. La victoria en este modo de juego muestra el único "final" del juego.

### Opciones
Permite cambiar el modo del audio, estéreo o mono, y escuchar la música y los efectos de sonido del juego.